# Biéville-Beuville
Biéville-Beuville é uma comuna francesa na região administrativa da Normandia, no departamento Calvados. Estende-se por uma área de 11,17 km². Em 2010 a comuna tinha 3 559 habitantes (densidade: 318,6 hab./km²).